# Nhóm abel hữu hạn sinh
Trong toán học, một nhóm abel hữu hạn sinh là một nhóm abel có một tập sinh hữu hạn. Nói cách khác, nó là một Z-mô-đun hữu hạn sinh.

## Định lý cấu trúc - phân loại
Đặt (G,+) là một nhóm abel hữu hạn sinh. Ta có:
- Tồn tại một số nguyên duy nhất l ≥ 0 và một dãy (q1, q2,..., qt) lũy thừa của các số nguyên tố, duy nhất xê xích một hoán vị, sao cho:

- Tồn tại một số nguyên duy nhất l ≥ 0 và một dãy duy nhất (a1, a2,..., ak) các số nguyên > 1 sao cho:  G ≃ (Z/a1Z) × (Z/a2Z) ×... × (Z/akZ) x Zl  và aj chia hết cho aj+1 với mọi j từ 1 đến k - 1.[1]